# Frank Gifford
Francis Newton Gifford (Santa Mónica, California, Estados Unidos; 16 de agosto de 1931 - Greenwich, Connecticut, Estados Unidos; 9 de agosto de 2015), más conocido como Frank Gifford, fue un jugador profesional y comentarista de fútbol americano.

## Biografía
Gifford nació en Santa Mónica, California. Tuvo una hija de nombre Heidi con una mujer con la que nunca se casó y otra hija llamada Victoria Denise Gifford (nacida el 20 de febrero de 1957), con una mujer llamada Maxine Avis Ewart. Victoria está casada con un miembro de la Familia Kennedy, Michael LeMoyne Kennedy, hijo de Robert F. Kennedy.
Gifford se casó en 1986 con Kathie Lee Gifford y tuvieron dos hijos: Cody Newton Gifford (nacido en 1990) y Cassidy Erin Gifford (nacida en 1993).

## Carrera

### Universidad
Después de graduarse de la escuela Bakersfield High School, Gifford no pudo ganar una beca atlética para poder estudiar en la Universidad del Sur de California (USC) debido a sus bajas calificaciones. Jugó un año en el Bakersfield College, llegando a ser seleccionado como Junior College All-American mientras lograba las calificaciones necesarias para enrolarse en USC. En USC, Gifford fue nombrado como All-America.

### NFL

#### New York Giants
Comenzó su carrera en la NFL con los New York Giants jugando tanto a la ofensiva como a la defensiva, una rareza después de la Segunda Guerra Mundial. Llegó a ocho Pro Bowls y participó en cinco Partidos de Campeonato de la NFL, el antecesor del Super Bowl. la mejor temporada de Gifford tal vez fue la de 1956, cuando ganó el premio del MVP de la NFL, liderando a los Giants al título de la NFL sobre los Chicago Bears.
Perdió 18 meses en la parte más alta de su carrera cuando fue víctima de uno de los golpes más brutales (aunque completamente legal en su época) en la historia de la NFL. Durante un partido de la temporada de 1960 en contra de los Philadelphia Eagles fue tackeado en su "lado ciego" por Chuck Bednarik en una jugada de pase, sufriendo una seria lesión en el cráneo que casi lo obligó a retirarse. Pero Gifford regresó a jugar con los Giants en 1962, cambiando su posición de running back a wide receiver (posición entonces conocida como flanker). A pesar de su forzoso descanso y tener que aprender una posición completamente nueva, volvió a brillar en la NFL. 
Sus selecciones al Pro Bowl fueron en tres posiciones diferentes, defensive back, running back, y wide receiver. Se retiró finalmente en 1964, después de llegar a su último Pro Bowl como receptor. 
Durante sus 12 temporadas con los New York Giants (136 partidos de temporada regular) Gifford acumuló 3,609 yardas por tierra con 34 touchdowns en 840 acarreos, y consiguió atrapar 367 pases para 5,434 yardas y 43 touchdowns. Gifford completó 29 de 63 pases lanzados para 823 yardas y 14 touchdowns.
Gifford fue elegido al Salón de la Fama del Fútbol Americano Universitario en 1975 y al Salón de la Fama del Fútbol Americano Profesional el 30 de julio de 1977.